# Giải đua ô tô Công thức 1 Monaco 2023
Giải đua ô tô Công thức 1 Monaco 2023 (tên chính thức là Formula 1 Grand Prix de Monaco 2023) là một chặng đua Công thức 1 được tổ chức vào ngày 28 tháng 5 năm 2023 tại Trường đua Monaco ở Monaco và là chặng đua thứ sáu của giải đua xe Công thức 1 2023.

## Bối cảnh
Chiếc xe đua McLaren MCL60 của McLaren sẽ được chạy với màu sơn đặc biệt kỷ niệm thành tích Triple Crown of Motorsport của McLaren. McLaren là đội đua duy nhất đã đạt được ba thành tích này tính từ năm 2023. Màu sơn này cũng sẽ được chạy tại giải đua ô tô Công thức 1 Tây Ban Nha tiếp theo.

### Bảng xếp hạng trước cuộc đua
Sau giải đua ô tô Công thức 1 Miami, Max Verstappen dẫn đầu bảng xếp hạng các tay đua với 119 điểm, hơn đồng đội Sergio Pérez 14 điểm ở vị trí thứ hai và hơn 44 điểm so với Fernando Alonso ở vị trí thứ ba. Red Bull Racing dẫn đầu trong bảng xếp hạng các đội đua trước Aston Martin (102 điểm) và Mercedes (96 điểm) với 224 điểm.

### Lựa chọn bộ lốp
Nhà cung cấp lốp xe Pirelli cung cấp các bộ lốp hạng C3, C4 và C5 (được chỉ định lần lượt là cứng, trung bình và mềm) để các đội sử dụng tại sự kiện này.

## Tường thuật

### Buổi tập
Trong buổi tập đầu tiên, Carlos Sainz Jr. lập thời gian nhanh nhất với 1:13,372 phút trước Fernando Alonso và Lewis Hamilton.
Trong buổi tập thứ hai, Max Verstappen lập thời gian nhanh nhất với 1:12,462 phút trước Charles Leclerc và Sainz Jr.
Trong buổi tập thứ ba, Verstappen lập thời gian nhanh nhất với 1:12,776 phút trước đồng đội Sergio Pérez và Lance Stroll.

### Vòng phân hạng
Vòng phân hạng bao gồm ba phần với thời gian chạy 45 phút. Trong phần đầu tiên (Q1), các tay đua có 18 phút để tiếp tục tham gia phần thứ hai vòng phân hạng. Tất cả các tay đua đạt được thời gian trong phần đầu tiên với thời gian tối đa 107% thời gian nhanh nhất được phép tham gia cuộc đua. 15 tay đua dẫn đầu lọt vào phần tiếp theo. Verstappen là tay đua nhanh nhất trong phần này. Trong phần này, Sergio Pérez đâm phải hàng rào ở góc cua Sainte-Devote khiến phần này bị gián đoạn một lúc. Sau khi phần này kết thúc, Logan Sargeant, cả hai tay đua của Haas, Chu Quán Vũ và Pérez bị loại.
Phần thứ hai (Q2) kéo dài 15 phút và mười tay đua nhanh nhất của phần này đi tiếp vào phần thứ ba của vòng phân hạng. Verstappen là tay đua nhanh nhất trong phần này và sau khi phần này kết thúc, Oscar Piastri, Nyck de Vries, Alexander Albon, Lance Stroll và Valtteri Bottas bị loại.
Phần cuối cùng (Q3) kéo dài mười hai phút, trong đó mười vị trí xuất phát đầu tiên được xác định sẵn. Với thời gian là 1:11,365 phút, Verstappen lập thời gian nhanh nhất trước Alonso và Leclerc. Đây cũng là vị trí pole đầu tiên của Verstappen tại giải đua ô tô Công thức 1 Monaco. Sau khi vòng phân hạng kết thúc, Leclerc bị tụt ba bậc do cản trở Lando Norris khi Norris đang lập thời gian của mình.

### Cuộc đua chính
Ở vòng formation lap, George Russell đã không đứng chính xác ở chỗ xuất phát của mình nhưng anh không bị phạt.
Khi cuộc đua bắt đầu, Nico Hülkenberg đã va chạm với Logan Sargeant khiến anh bị phạt 5 giây. Sau vòng đua đầu tiên, Sergio Pérez đã đổi lốp sớm để chuyển sang bộ lốp cứng. Ở vòng đua thứ 14, Carlos Sainz Jr. đi chệch khỏi góc cua Nouvelle chicane sau khi mũi xe của anh bị hỏng tiếp xúc với đuôi xe phải của Esteban Ocon. Thế nhưng, Sainz quyết định tiếp tục ở lại đường đua. Sáu vòng đua sau đó, các kỹ sư của Ferrari yêu cầu Sainz đổi lốp để vượt Ocon, thế nhưng họ yêu cầu Sainz tiếp tục ở lại đường đua. Lệnh này được lặp lại sáu vòng sau đó. Sainz cuối cùng đã vượt qua vòng 33 với các phương tiện mới, trở lại ở vị trí thứ bảy và sau Ocon. Sainz gây cơn thịnh nộ sau khi không hài lòng với chiến lược này qua đài radio của đội. Lance Stroll đã báo cáo xe hỏng hóc ở vòng đua thứ 38 sau khi va chạm với Kevin Magnussen. Charles Leclerc vào làn pit để thay bộ lốp mới khiến anh bị tụt xuống vị trí thứ tám. Pierre Gasly đã không thể vượt qua Leclerc bằng bộ lốp trung bình của mình. Thêm vào đó, Lando Norris vào làn pit để chuyển sang bộ lốp cứng khiến anh tụt xuống một vị trí.
Trong phần gần cuối của cuộc đua, cơn mưa khiến cho các tay đua phải chuyển sang bộ lốp mưa (intermediates và full wets).. Hai tay đua đầu tiên chuyển sang bộ lốp mưa intermediates là Lance Stroll và Valtteri Bottas. Chu Quán Vũ và Alexander Albon cũng làm điều tương tự ngay sau đó. Chiếc xe đua của Sainz xoay hai lần nhưng không bị va vào hàng rào ở tốc độ cao. Sau đó, Stroll đã làm hư hại chiếc xe đua của anh ấy sau khi mũi xe của anh nằm bên dưới lốp xe trước. Max Verstappen đã sượt qua hàng rào ở góc cua Portier khi đang sử dụng bộ lốp khô trung bình nhưng đã cứu chiếc xe của mình khỏi bị hư hỏng. Kevin Magnussen gặp khó khăn khi mưa bắt đầu nặng hạt trong khi anh tiếp tục sử dụng bộ lốp khô. Tiếp theo đó, Pérez sử dụng bộ lốp mưa full wets. Vào vài vòng sau, Magnussen đã đi chệch ngoài đường đua khiến mũi xe của anh bị hỏng. Những người thợ máy của anh ấy, không chuẩn bị cho sự thay đổi như vậy, đã phải chuẩn bị ngay tại chỗ, kéo dài thời gian của anh ấy trong làn pit. Trong khi đó, Yuki Tsunoda gặp vấn đề với hệ thống phanh của anh khiến anh bị các tay đua khác vượt qua.
Verstappen giành chiến thắng cuộc đua này trước Alonso và Ocon. Ngoài ra, đây cũng là chiến thắng thứ 39 trong sự nghiệp Công thức 1 của anh và cho đội đua của anh, Red Bull Racing. Do đó, anh vượt qua kỷ lục của Sebastian Vettel. Ocon về đích ở vị trí thứ ba thứ ba khiến anh trở thành tay đua Công thức 1 người Pháp đầu tiên lên bục vinh quang tại giải đua ô tô Công thức 1 Monaco kể từ Olivier Panis năm 1996. Lewis Hamilton lập vòng đua nhanh nhất với thời gian là 1:15,650 phút và anh có thể ghi thêm một điểm do về đích ở vị trí thứ tu. Các tay đua còn lại ghi điểm trong cuộc đua này là Hamilton, Russell, Leclerc, Gasly, Sainz, Norris và Piastri.

## Kết quả

### Vòng phân hạng
| Vị trí                   | Số xe | Tay đua          | Đội đua                      | Q1       | Q2       | Q3       | Vị trí xuất phát |
| ------------------------ | ----- | ---------------- | ---------------------------- | -------- | -------- | -------- | ---------------- |
| 1                        | 1     | Max Verstappen   | Red Bull Racing-Honda RBPT   | 1:12,386 | 1:11,908 | 1:11,365 | 1                |
| 2                        | 14    | Fernando Alonso  | Aston Martin Aramco-Mercedes | 1:12,886 | 1:12,107 | 1:11,449 | 2                |
| 3                        | 16    | Charles Leclerc  | Ferrari                      | 1:12,912 | 1:12,103 | 1:11,471 | 61               |
| 4                        | 31    | Esteban Ocon     | Alpine-Renault               | 1:12,967 | 1:12,248 | 1:11,553 | 3                |
| 5                        | 55    | Carlos Sainz Jr. | Ferrari                      | 1:12,717 | 1:12,210 | 1:11,630 | 4                |
| 6                        | 44    | Lewis Hamilton   | Mercedes                     | 1:12,872 | 1:12,156 | 1:11,725 | 5                |
| 7                        | 10    | Pierre Gasly     | Alpine-Renault               | 1:13,033 | 1:12,169 | 1:11,933 | 7                |
| 8                        | 63    | George Russell   | Mercedes                     | 1:12,769 | 1:12,151 | 1:11,964 | 8                |
| 9                        | 22    | Yuki Tsunoda     | AlphaTauri-Honda RBPT        | 1:12,642 | 1:12,249 | 1:12,082 | 9                |
| 10                       | 44    | Lando Norris     | McLaren-Mercedes             | 1:12,877 | 1:12,377 | 1:12,254 | 10               |
| 11                       | 81    | Oscar Piastri    | McLaren-Mercedes             | 1:13,006 | 1:12,395 | –        | 11               |
| 12                       | 21    | Nyck de Vries    | AlphaTauri-Honda RBPT        | 1:13,054 | 1:12,428 | –        | 12               |
| 13                       | 23    | Alexander Albon  | Williams-Mercedes            | 1:12,706 | 1:12,527 | –        | 13               |
| 14                       | 18    | Lance Stroll     | Aston Martin Aramco-Mercedes | 1:12,722 | 1:12,623 | –        | 14               |
| 15                       | 77    | Valtteri Bottas  | Alfa Romeo-Ferrari           | 1:13,038 | 1:12,625 | –        | 15               |
| 16                       | 2     | Logan Sargeant   | Williams-Mercedes            | 1:13,113 | –        | –        | 16               |
| 17                       | 20    | Kevin Magnussen  | Haas-Ferrari                 | 1:13,270 | –        | –        | 17               |
| 18                       | 27    | Nico Hülkenberg  | Haas-Ferrari                 | 1:13,279 | –        | –        | 18               |
| 19                       | 24    | Chu Quán Vũ      | Alfa Romeo-Ferrari           | 1:13,523 | –        | –        | 19               |
| 20                       | 11    | Sergio Pérez     | Red Bull Racing-Honda RBPT   | 1:13,850 | –        | –        | 20               |
| Thời gian 107%: 1:17,453 |       |                  |                              |          |          |          |                  |

Ghi chú:
- ^1  – Charles Leclerc bị tụt ba vị trí vì cản trở Lando Norris tại Q3.[10]

### Cuộc đua chính
| Vị trí                                                                            | Số xe | Tay đua          | Đội đua                      | Số vòng | Thời gian/ Bỏ cuộc | Vị trí xuất phát | Số điểm |
| --------------------------------------------------------------------------------- | ----- | ---------------- | ---------------------------- | ------- | ------------------ | ---------------- | ------- |
| 1                                                                                 | 1     | Max Verstappen   | Red Bull Racing-Honda RBPT   | 78      | 1:48:51,980        | 1                | 25      |
| 2                                                                                 | 14    | Fernando Alonso  | Aston Martin Aramco-Mercedes | 78      | + 27,921           | 2                | 18      |
| 3                                                                                 | 31    | Esteban Ocon     | Alpine-Renault               | 78      | + 36,990           | 3                | 15      |
| 4                                                                                 | 44    | Lewis Hamilton   | Mercedes                     | 78      | + 39,062           | 5                | 131     |
| 5                                                                                 | 63    | George Russell   | Mercedes                     | 78      | + 56,2842          | 8                | 10      |
| 6                                                                                 | 16    | Charles Leclerc  | Ferrari                      | 78      | +1:01,890          | 6                | 8       |
| 7                                                                                 | 10    | Pierre Gasly     | Alpine-Renault               | 78      | +1:02,362          | 7                | 6       |
| 8                                                                                 | 55    | Carlos Sainz Jr. | Ferrari                      | 78      | +1:03,391          | 4                | 4       |
| 9                                                                                 | 4     | Lando Norris     | McLaren-Mercedes             | 77      | + 1 vòng           | 10               | 2       |
| 10                                                                                | 81    | Oscar Piastri    | McLaren-Mercedes             | 77      | + 1 vòng           | 11               | 1       |
| 11                                                                                | 77    | Valtteri Bottas  | Alfa Romeo-Ferrari           | 77      | + 1 vòng           | 15               |         |
| 12                                                                                | 21    | Nyck de Vries    | AlphaTauri-Honda RBPT        | 77      | + 1 vòng           | 12               |         |
| 13                                                                                | 24    | Chu Quán Vũ      | Alfa Romeo-Ferrari           | 77      | + 1 vòng           | 19               |         |
| 14                                                                                | 23    | Alexander Albon  | Williams-Mercedes            | 77      | + 1 vòng           | 13               |         |
| 15                                                                                | 22    | Yuki Tsunoda     | AlphaTauri-Honda RBPT        | 76      | + 2 vòng           | 9                |         |
| 16                                                                                | 11    | Sergio Pérez     | Red Bull Racing-Honda RBPT   | 76      | + 2 vòng           | 20               |         |
| 17                                                                                | 27    | Nico Hülkenberg  | Haas-Ferrari                 | 76      | + 2 vòng3          | 18               |         |
| 18                                                                                | 2     | Logan Sargeant   | Williams-Mercedes            | 76      | + 2 vòng4          | 16               |         |
| 195                                                                               | 20    | Kevin Magnussen  | Haas-Ferrari                 | 70      | Hỏng do va chạm    | 17               |         |
| Bỏ cuộc                                                                           | 18    | Lance Stroll     | Aston Martin Aramco-Mercedes | 53      | Va chạm            | 14               |         |
| Vòng đua nhanh nhất: Lewis Hamilton (Mercedes) – 1:15,650 (vòng đua thứ 33)       |       |                  |                              |         |                    |                  |         |
| Tay đua xuất sắc nhất cuộc đua: Esteban Ocon (Alpine-Renault), 25,3% số phiếu bầu |       |                  |                              |         |                    |                  |         |

Chú thích:
- ^1  – Bao gồm một điểm cho vòng đua nhanh nhất..[12]
- ^2  – George Russell nhận một án phạt năm giây vì trở lại đường đua một cách không an toàn nhưng vị trí về đích của anh không bị ảnh hưởng bởi án phạt này.[13]
- ^3  – Nico Hülkenberg về đích ở vị trí thứ 16 nhưng nhận một án phạt 10 giây vì không thực hiện án phạt ở làn pit.[13]
- ^4  – Logan Sargeant nhận một án phạt năm giây vì vượt quá tốc độ trong làn pit nhưng vị trí về đích của anh không bị ảnh hưởng bởi án phạt này.[13]
- ^5  – Kevin Magnussen được xếp hạng do hoàn thành hơn 90% của cuộc đua chính.[13]

## Bảng xếp hạng sau cuộc đua

### Bảng xếp hạng các tay đua
| Vị trí | Tay đua          | Đội đua                      | Số điểm | Thay đổi vị trí |
| ------ | ---------------- | ---------------------------- | ------- | --------------- |
| 1      | Max Verstappen   | Red Bull Racing-Honda RBPT   | 144     | +/-0            |
| 2      | Sergio Pérez     | Red Bull Racing-Honda RBPT   | 105     | +/-0            |
| 3      | Fernando Alonso  | Aston Martin Aramco-Mercedes | 93      | +/-0            |
| 4      | Lewis Hamilton   | Mercedes                     | 69      | +/-0            |
| 5      | George Russell   | Mercedes                     | 50      | 1               |
| 6      | Carlos Sainz Jr. | Ferrari                      | 48      | 1               |
| 7      | Charles Leclerc  | Ferrari                      | 42      | +/-0            |
| 8      | Lance Stroll     | Aston Martin Aramco-Mercedes | 27      | +/-0            |
| 9      | Esteban Ocon     | Alpine-Renault               | 21      | 3               |
| 10     | Pierre Gasly     | Alpine-Renault               | 14      | +/-0            |

- Lưu ý: Chỉ có mười vị trí đứng đầu được liệt kê trong bảng xếp hạng này.

### Bảng xếp hạng các đội đua
| Vị trí | Đội đua                      | Số điểm | Thay đổi vị trí |
| ------ | ---------------------------- | ------- | --------------- |
| 1      | Red Bull Racing-Honda RBPT   | 249     | +/-0            |
| 2      | Aston Martin Aramco-Mercedes | 120     | +/-0            |
| 3      | Mercedes                     | 119     | +/-0            |
| 4      | Ferrari                      | 90      | +/-0            |
| 5      | Alpine-Renault               | 35      | 1               |
| 6      | McLaren-Mercedes             | 17      | 1               |
| 7      | Haas-Ferrari                 | 8       | +/-0            |
| 8      | Alfa Romeo-Ferrari           | 6       | +/-0            |
| 9      | AlphaTauri-Honda RBPT        | 2       | +/-0            |
| 10     | Williams-Mercedes            | 1       | +/-0            |